# 新居浜市歌
「新居浜市歌」（にいはましか）は、愛媛県新居浜市が1947年（昭和22年）に制定した市歌である。

## 解説
1947年（昭和22年）が新居浜市の市制10周年に当たることを記念して制定された。しかし、当時の資料は1950年（昭和25年）に新居浜市役所が火災で全焼した時に失われたと見られており、制定経緯の詳細は不明となっている。
新居浜市立別子銅山記念図書館に所蔵された楽譜では、作詞者が福岡県糟屋郡古賀町（現：古賀市）の「花田豊」、作曲者が愛媛師範学校教官の貫名美名彦（1889年 - 1955年）とされる。ミノルフォン（現：徳間ジャパンコミュニケーションズ）が島立樹の歌唱により、A面に「にいはま太鼓おどり」、B面に新居浜市歌を収録したレコードを製造している。

### 新潟県民歌との関係
2020年（令和2年）1月13日付の新潟日報では、新居浜市歌と翌1948年（昭和23年）に制定された新潟県民歌の歌詞が酷似していると言う話題が取り上げられた。新潟県民歌の作詞者は古賀町に隣接する新宮町の「高下玉衛」とされているが、新潟日報の取材によれば新居浜市歌を作詞した「花田豊」は高下と相婿（妻同士が実姉妹）に当たる渋田 喜久雄（1902年 - 1978年）の筆名であり、新潟県・新居浜市の両自治体歌の作詞を行った実作者の可能性が高いと報じられている。